# Anhimidae
Anhimidae  este o familie de păsări din ordinul Anseriformes. Familia Anhimelor cuprinde trei genuri asemănătoare cu curcanii, care sunt însă înrudite cu familia rațelor (Anatidae). Ciocul, spre deosebire de Anseriformes, este asemănător cu cel al galinaceelor. Membrana interdigitală este slab dezvoltată. Ele sunt cunoscute după glasul lor puternic, fiind numite și „păsări țipătoare” (span. gritantos, engl. screamers). 

## Specii
| Imagine | Gen    | Specii                              |
| ------- | ------ | ----------------------------------- |
|         | Anhima | - Anhima cu corn, (Anhima cornuta)  |
|         | Chauna | - Chauna torquata - Chauna chavaria |